# Triticum dicoccoides
Triticum dicoccoides o escanda, conocido como trigo almidonero silvestre, es una especie común del cereal Triticum (trigo). Pertenece a los tetraploides (posee cuatro copias de cada cromosoma).  Su genoma tiene 14 cromosomas.
En la antigüedad fue la especie de trigo más importante para la humanidad, pero actualmente está casi extinta, ya que sólo se preservan cultivos de esta especie en algunas regiones de la India y en Asturias.

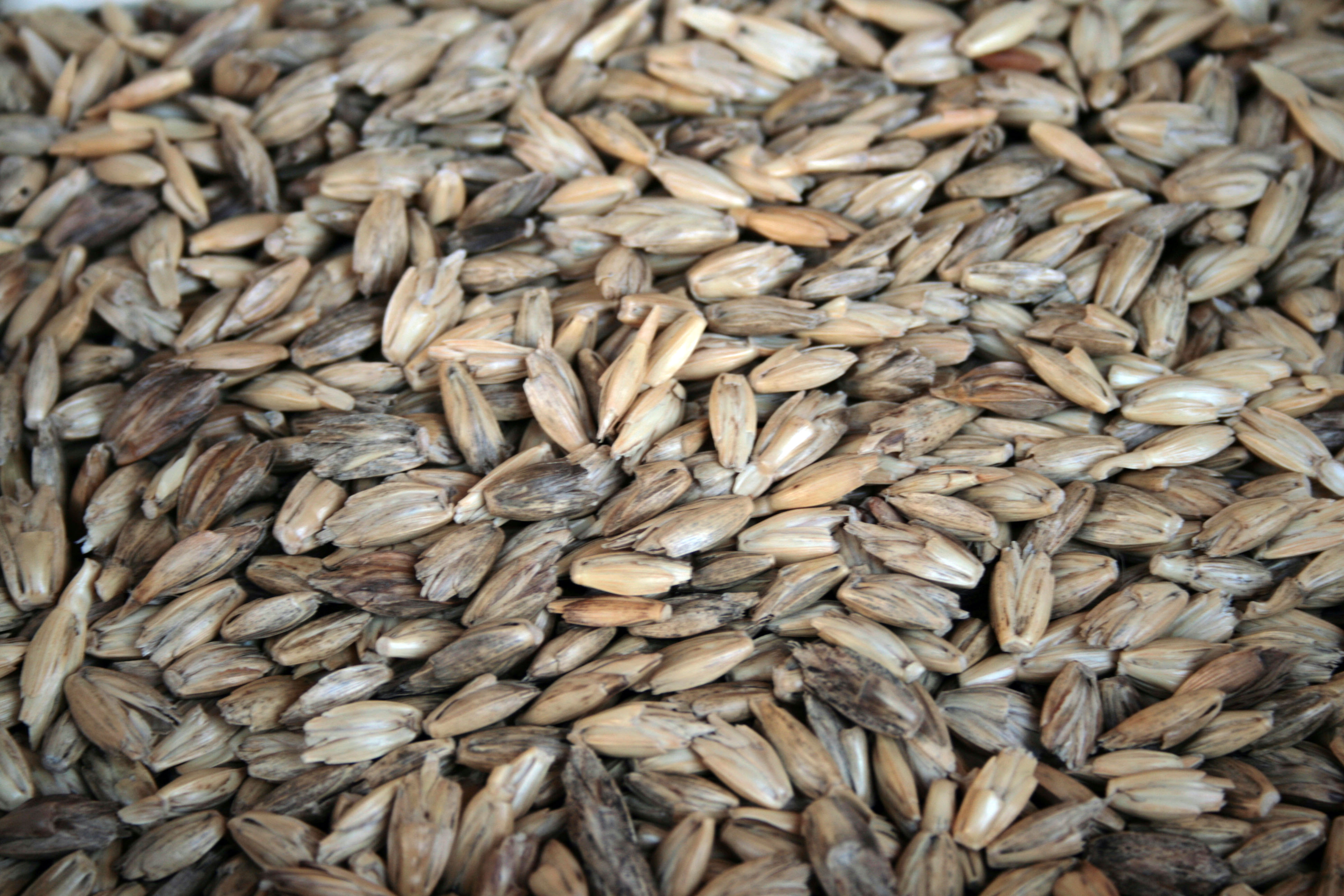
Detalle de granos de trigo de escanda.

La escanda contiene gluten y no es apta para que la consuman personas celíacas.

## Nombres comunes
- escandia o escaña de dos carreras, escaña melliza, trigo fanfarrón lampiño, trigo alaga o mayor de León y Rioja, trigo blanquillo o blanco de la Andalucía baja, trigo rojal y trujillo de Baza y Guadix, trigo rubión de los Vélez, trigo tremés o tremesino de Sevilla, trigo rojal de Albacete, trigo rubión, trigo rubio o macho de varias partes, trigo fino de Provencio, trigo piel de buey, trigo monago o simiente nueva de Mérida, trigo jijona de la Mancha y Murcia, trigos arisnegros y moratos de Jaén, trigo negrillo de Carmona, trigo morillo y azulejo de Granada, trigo morisco de Valencia y Condado de Niebla, trigo claro de Albacete, trigo raspinegro de Sevilla, Albacete y Murcia, trigo bascuñana de Granada.[3]